# Анников, Михаил Евдокимович
Михаил Евдокимович Анников (1923—1992) — путеец отдельного строительно-путевого железнодорожного батальона 5-й отдельной железнодорожной бригады, красноармеец. Герой Социалистического Труда.

## Биография
Родился 23 августа 1923 года в селе Паревка (ныне — Инжавинского района Тамбовской области) в крестьянской семье.
С 15 лет работал в колхозе, окончил курсы трактористов.
В ноябре 1941 года был призван в Красную Армию и направлен для прохождения службы в 10-й запасной железнодорожный полк. С февраля 1942 года — на фронте, в составе одного из путевых батальонов 5-й железнодорожной бригады принимал участие в разгроме немецко-фашистских войск на Дону, под Курском, освобождал Киев и Польшу. Воины-железнодорожники батальона восстанавливали железнодорожные пути, строили мосты, «перешивали» железнодорожное полотно с европейской колеи на более широкую отечественную.
Большой вклад в организацию, повышения скорости восстановительных работ внёс красноармеец Анников. Он работал на рубке рельсов, которые потом использовались на восстановлении полотна. За смену выполнял норму на 1150 процентов! Достигался такой результат благодаря разработанному Анниковым собственному методу рубки рельса, который он перерубал не с 7−8-и, а с 3−4-х ударов. Опыт воина-железнодорожника был распространен в других частях железнодорожных войск и стал называться по фамилии автора «анниковским». Отличился Анников и на «зашивке» путей, считался одним из лучших путейцев части; загонял в шпалы по 6-7 костылей за минуту. Неоднократно приходилось действовать в сложной обстановке, под непрерывными бомбёжками восстанавливаемых объектов, но, как правило, работы заканчивались ранее установленных сроков.
В 1944 году был направлен на учёбу в Ленинградское училище военных сообщений им. Фрунзе. После окончания учёбы вернулся в свою часть, в которой продолжал службу и после Победы.
В 1958 году уволился в запас с должности начальника артиллерийского вооружения отдельного железнодорожного батальона.
Вернулся на родину. Жил в городе Тамбове. До выхода на пенсию в 1985 году продолжал работать на железной дороге.
Скончался 30 июня 1992 года. Похоронен в Тамбове на Полынковском кладбище .

## Память
В августе 2006 года на доме, где последние годы жил Герой, установлена мемориальная доска.

## Награды
- Указом Президиума Верховного Совета СССР от 5 ноября 1943 года «за особые заслуги в обеспечении перевозок для фронта и народного хозяйства и выдающиеся достижения в восстановлении железнодорожного хозяйства в трудных условиях военного времени» Анникову Михаилу Евдокимовичу присвоено звание Героя Социалистического Труда с вручением ордена Ленина и Золотой медали «Серп и Молот».
- Награждён орденами Ленина, Отечественной войны, Красной Звезды, медалями.